# Železniční trať Peking – Pao-tchou
Železniční trať Peking – Pao-tchou (čínsky v českém přepisu Ťing-pao Tchie-lu, pchin-jinem Jīngbāo Tiělù, znaky zjednodušené 京包铁路, tradiční 京包鐵路) je 833 kilometrů dlouhá železniční trať v Čínské lidové republice spojující hlavní město Peking s městem Pao-tchou ležícím ve Vnitřním Mongolsku nedaleko hranice s Mongolskem. Jedná se o důležitou dopravní tepnu v rámci severní Číny.
Trať začíná na Pekingském severním nádraží a vede přes průsmyk Ťü-jung a města Čang-ťia-kchou v Che-peji, Ta-tchung v Šan-si a Chöch chot ve Vnitřním Mongolsku.